# Thiên hoàng Richū
Thiên hoàng Lí Trung (履中天皇, Richū-tennō, Lý Trung Thiên hoàng) là vị Nhật hoàng thứ 17 theo danh sách Nhật hoàng truyền thống. Không có ngày tháng chính xác về thời gian trị vì và sinh sống của Nhật hoàng này. Richū được coi là đã trị vì đất nước vào đầu thế kỷ 5, nhưng rất hiếm thông tin về ông. Các học giả chỉ có thể than phiền rằng, vào lúc này, chưa có đủ cứ liệu để thẩm tra và nghiên cứu thêm.
Theo Nhật Bản Thư Kỷ và Cổ sự ký, ông là con trai trưởng của Thiên hoàng Nintoku. Ông qua đời vì bệnh tật 6 năm sau khi lên ngôi. Lăng mộ của ông ở tỉnh Kawachi, ở trung tâm tỉnh Osaka ngày nay. Người kế vị ông là em trai, Thiên hoàng Hanzei; không có người con trai nào của ông kế vị ngai vàng, mặc dù 2 cháu nội (Thiên hoàng Kenzō và Thiên hoàng Ninken) cuối cùng đã lên ngôi Hoàng đế.
Một vài học giả cho rằng ông là Vua San trong Tống thư. Vua San cử sứ giả đến nhà Lưu Tống ít nhất 2 lần vào các năm 421 và 425, và qua đời trước năm 438, sau đó em trai mình kế vị.